# Katedra Najświętszej Maryi Panny Królowej w Jassach
Katedra Najświętszej Maryi Panny Królowej w Jassach (rum. Catedrala Sfânta Fecioară Maria Regină din Iași) – główna świątynia rzymskokatolickiej diecezji Jassów w Rumunii. Mieści się przy Bulevardul Ștefan cel Mare, pod numerem 26, w Jassach. 
Została wybudowana w latach 1992–2005 według projektu architekta Gheorghego Hereșa. Ma okrągły kształt. Wysokość krzyża to 10 metrów. Jej wymiary to: średnica zewnętrzna - 38 m, średnica centralnej kopule - 24 m, wysokość wewnątrz obwodu wszystkich balkonów - 11 m, wysokość do szczytu - 12,8 m, wysokość wnętrza poniżej kopuły - 16 m, wysokość krzyża - 26 m, wysokość do szczytu krzyża - 36 m.

## Bibliografia

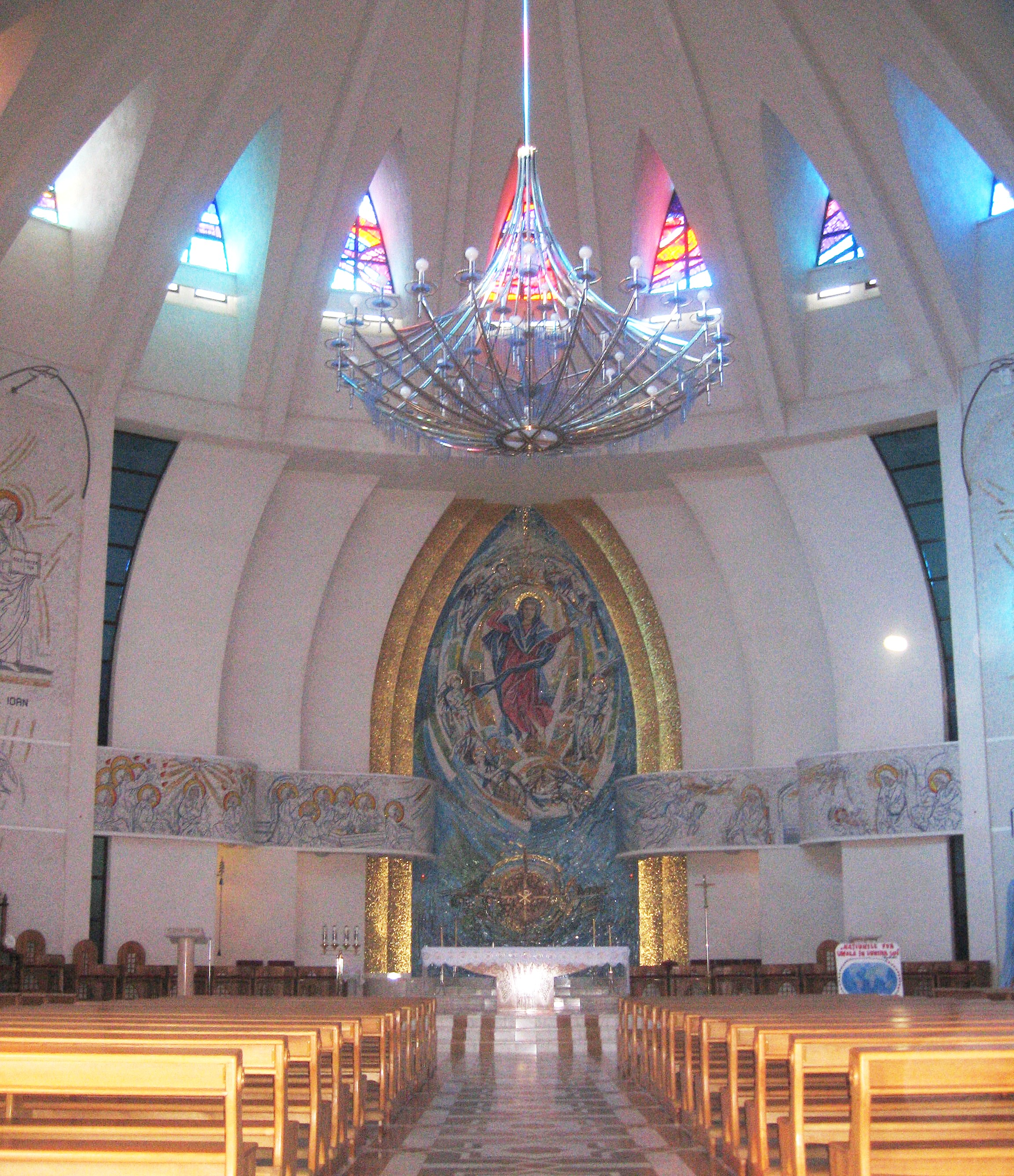
Wnętrze